# HMAS Otway (S59)
Pour les articles homonymes, voir Otway.
Le HMAS Otway (S 59) est l'un des six sous-marins de la classe Oberon exploités par la Royal Australian Navy (RAN) .
Otway a été établi en 1965 par Scotts Shipbuilding and Engineering Company en Écosse, lancé en 1968 et mis en service dans le RAN en 1968. Le sous-marin a été mis hors service en 1994. Le carter supérieur, l'aileron et la poupe du sous-marin sont conservés à Holbrook en Nouvelle-Galles du Sud.

## Historique

### Service
Otway est arrivé dans les eaux australiennes en septembre 1968 après avoir navigué du Royaume-Uni via des ports d'Afrique. Au cours de ce premier voyage, le bateau est devenu le premier navire RAN à visiter le Ghana et le premier sous-marin RAN à contourner le Cap de Bonne-Espérance.
Le 10 janvier 1969, le sous-marin a escorté le HMS Trump, le dernier sous-marin du 4e escadron de sous-marin de la Royal Navy basé en Australie, hors du port de Sydney. En 1970, le sous-marin s'est rendu en Nouvelle-Zélande et a participé à des exercices d'entraînement dans l'océan Indien.
En mars et avril 1971, Otway a participé à l' exercice Subok de l'Organisation du traité de l'Asie du Sud-Est. Le 26 août 1971, Otway a été frappé par une torpille d'hélicoptère au cours des exercices de formation en baie de Jervis. Il n'y a eu que des dommages superficiels au sous-marin, qui a été rapidement réparé. Le 1er septembre, l'aileron a été encore endommagé quand le mât de périscope a été frappé par une baleine: les réparations ont été accomplies à Sydney ce jour-là. En octobre, le sous-marin a visité Brisbane pour la Semaine de la Marine, mais a été forcé de naviguer avec seulement les deux tiers de son personnel pour localiser et sauver l'équipage du brick-goélette One and All, qui s'était échoué sur Middleton Reef (en) .

## Désarmement et préservation
Otway a désarmé le 17 février 1994. Certains éléments de la coque ont d'abord été donné à la ville de Holbrook, une communauté avec des liens étroits avec les sous-marins depuis la Première Guerre mondiale, lorsque la ville a été renommée d'après le sous-marinier britannique et récipiendaire de la Croix de Victoria, Norman Douglas Holbrook (en). La communauté a décidé de soumissionner pour l'achat du reste du sous-marin, mais malgré les efforts de collecte de fonds et un don important de la veuve de Holbrook, la ville n'a pas remporté l'appel d'offres.
Otway a été consacré comme mémorial sous-marin le 7 juin 1997. Un petit musée (Holbrook Submarine Museum) a été ouvert près de la structure du dessus de la ligne de flottaison du sous-marin se trouvant dans un parc dédié.

## Galerie

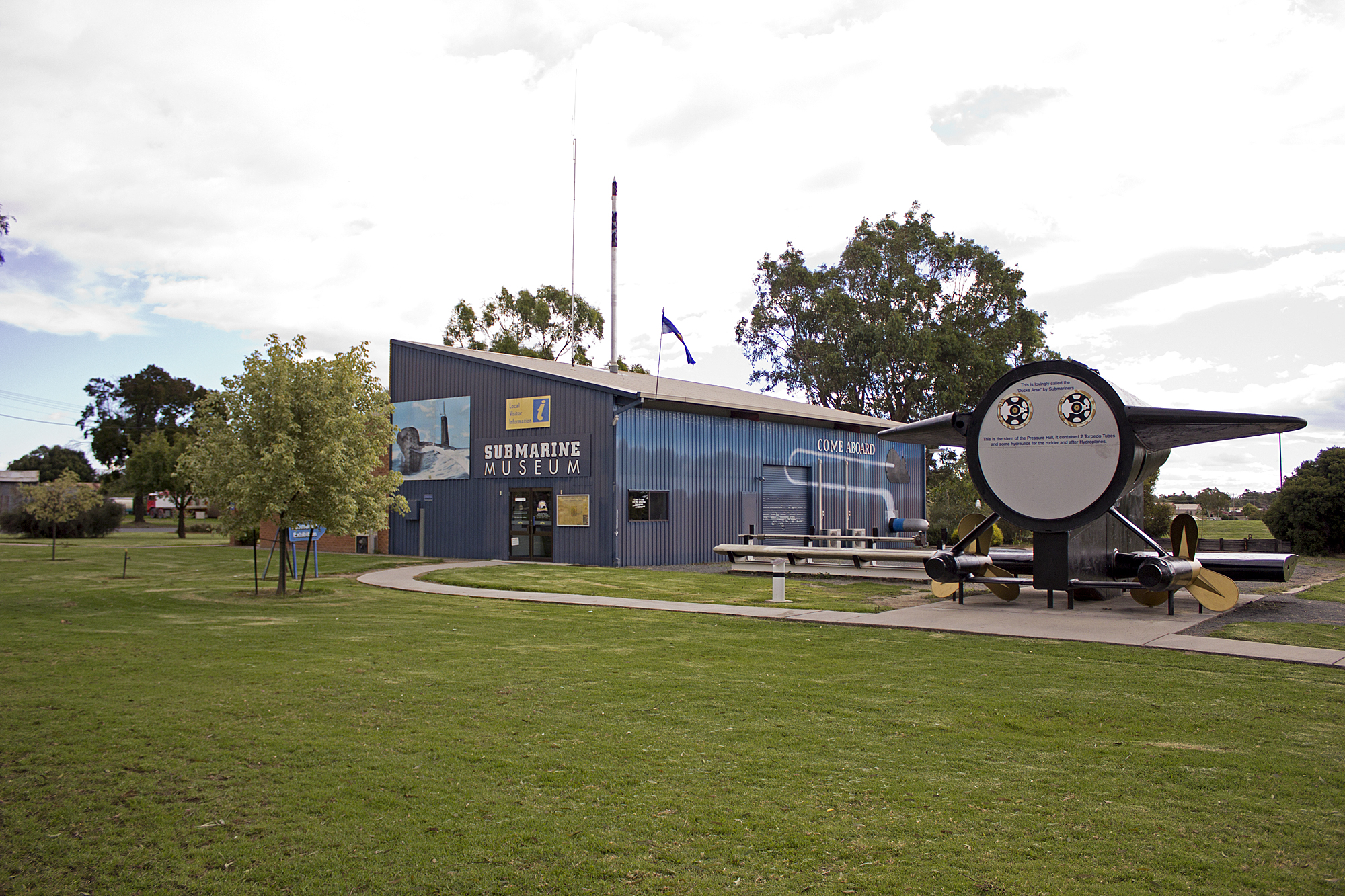
Submarine Museum d'Holbrook
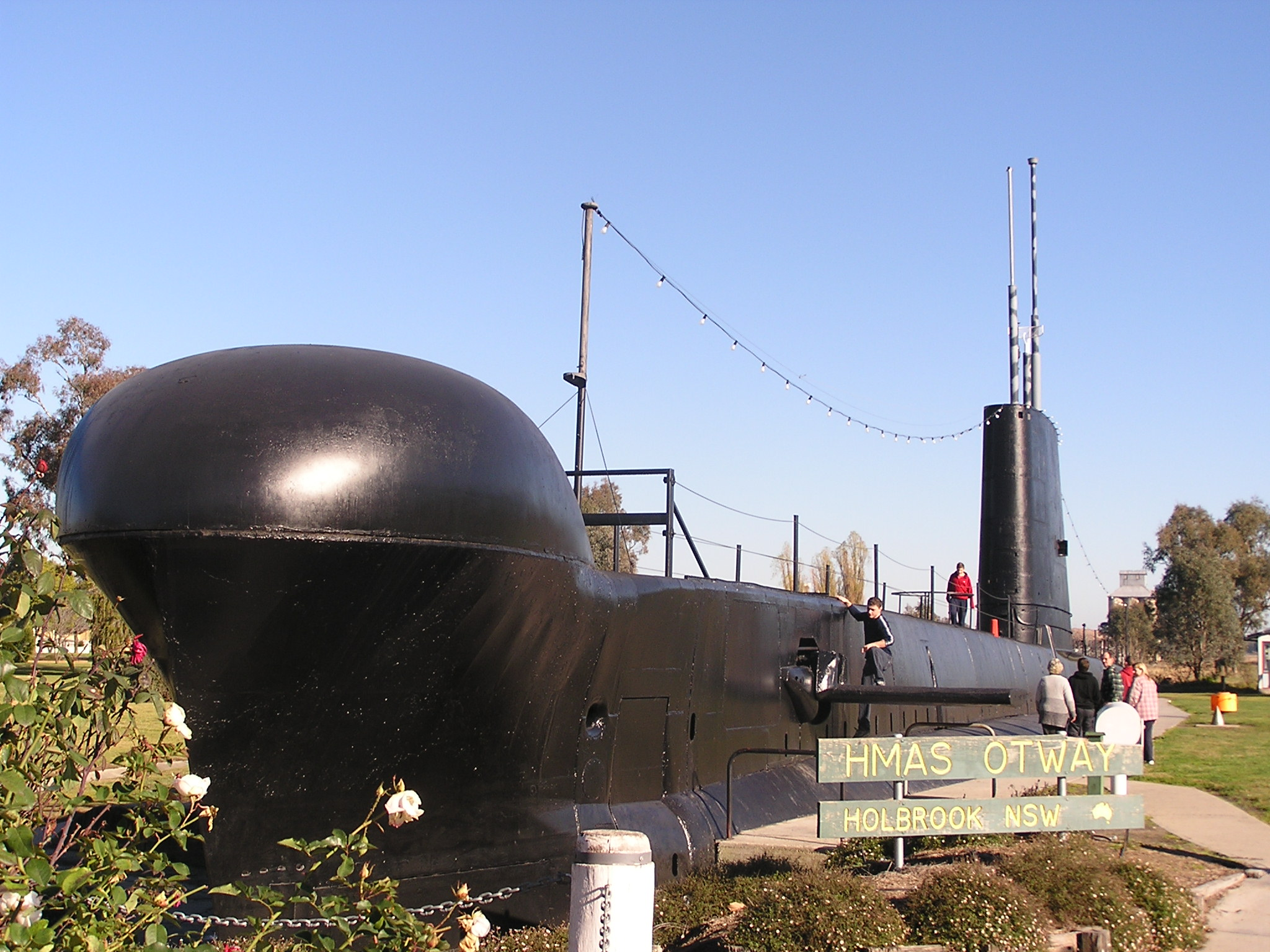
HMAS Otway
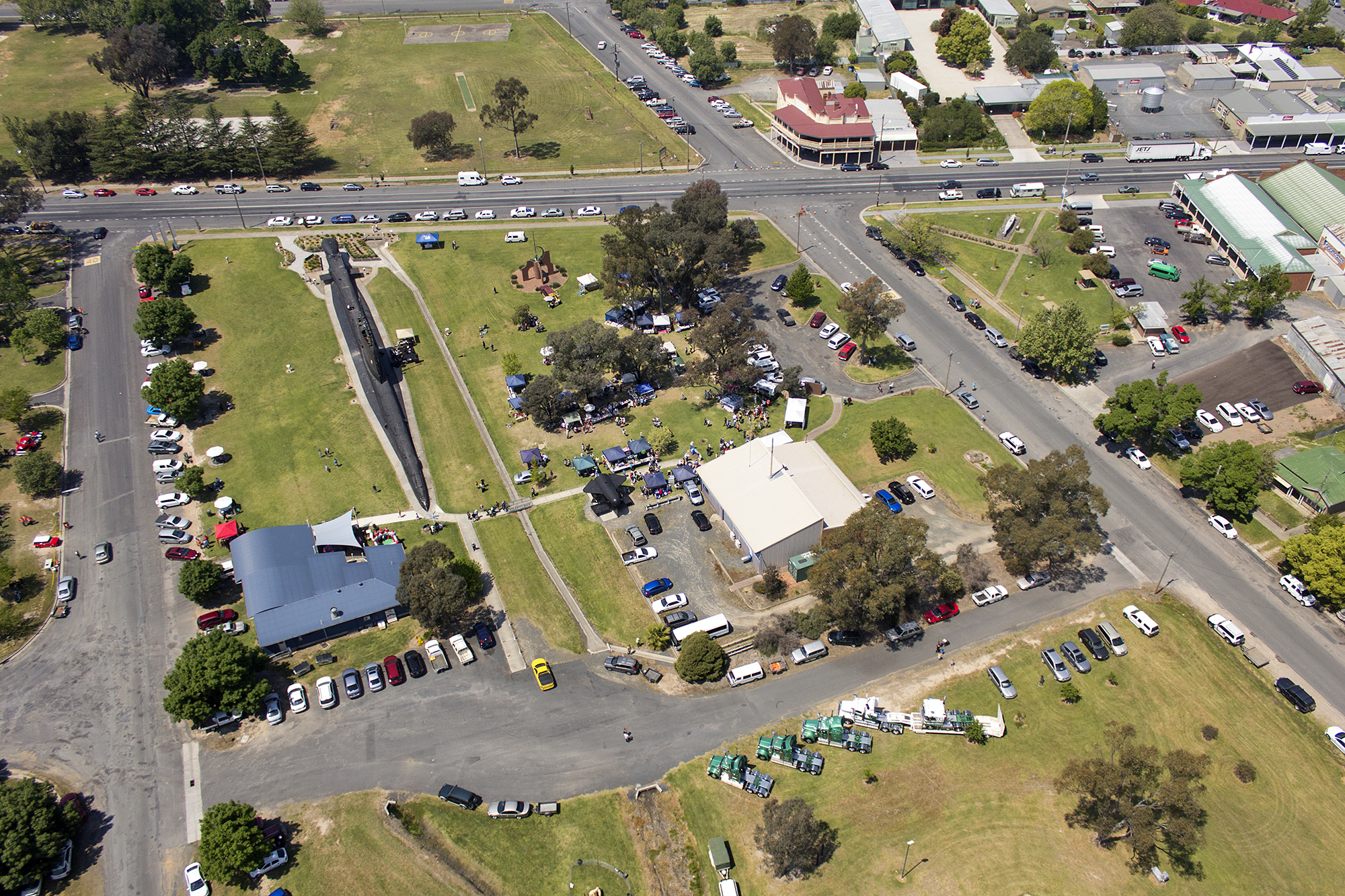
Vue aérienne